# 李洞
李洞（?—?897年），字才江。雍州人。
唐朝皇室诸王後裔。家道中落，喜歡苦吟，竟至廢寝忘食。唐懿宗咸通六年（865年）冬曾由蜀赴京应试，因啟程晚而耽誤考試時間。唐僖宗時，應考再度落第。唐昭宗大順二年（891年），再次參與科舉考試，李洞於试策夜献诗知礼部贡举裴贽，希冀公道选人，然仍落第。狂熱崇拜贾岛，以铜铸贾岛像，口誦其詩不絕。李洞作诗学贾岛，时人嫌他的诗僻涩，只有吴融赏识他的才華。晚年游蜀，病卒於蜀中。有《李洞诗》一卷，早佚。